# Château de Nozières
Pour les articles homonymes, voir Nozières.
Le château de Nozières est situé sur la commune de Jussac dans le département du Cantal, en France.

## Description
Ancien château situé en bordure de l'ancienne route royale  d'Aurillac à Mauriac (actuellement RD 122), reconstruit au XVIIIe siècle avec une jolie pièce d'eau alimentée par un ruisseau dont le cours a été détourné. (parc ISMH)
À l'intérieur, des décors de différentes époques sont conservés : une cheminée monumentale, des boiseries, des cheminées et des parquets des XVIIIe et XIXe siècles.

## Histoire
Le château, construit au XIVe siècle, eut plusieurs lignées de propriétaires au fil des époques.

### Famille de Nozières
- En 1309, Pierre et Guillaume de Nozières font construire une maison forte.
- En 1349, le repaire de Nozières avec sa tour appartiennent à Cébile, veuve de N. de Nozières dont elle n'a pas eu d'enfants. Elle fait de Rigal de Fontanges son héritier pour une partie qui passera dans la famille de Reilhac en 1469. Une autre partie du fief de Nozières revint à un membre de la famille : Guillaume de Nozières.
- Jean de Nozières, fils de Guy, seigneur de Nozières-Subro et de Vercueyre, épouse en 1343 Hélène de Montal, fille de Jean II, seigneur de Laroquebrou, dont un fils,  Jean Nozières-Montal, qui sera seigneur de Nozières, de Montal, et de Malemort.
- En 1381, les Anglais s'emparent du château et le gardent pendant un an.
- Gabriel de Nozières-Montal, fils de Jean Nozières-Montal (cf. supra), est bailli des Montagnes d'Auvergne et marié à Antoinette de Balzac d'Entraygues fille de Robert, qui lui donne six enfants :
  - Paul de Nozières-Montal, marié à Hélène de Montsalvy, qui n'ont qu'une fille Marguerite,
  - Jeanne de Nozières qui épouse en 1530 à Jussac Sébastien de Greil de Volpilhère ; ils auront douze enfants,
  - Gabriel de Montal-Nozières, marié à Françoise de Neuville, dont on ne connaît pas les enfants,
  - Gabrielle de Nozières-Montal, mariée à Jean de Tournemire, seigneur de Leybros à  Jussac.

### Famille de Tournemire
- Jacques de Tournemire, fils de Claude, seigneur de Leybros et de Louise de Salers, hérite du château en 1595, de sa grand-mère Gabrielle de Nozières-Montal. Il se marie à Françoise de Saint-Chamant, dont il n'a qu'une fille :
- Louise de Tournemire, mariée en 1625 à Charles de Reilhac, déjà coseigneur de Nozières, et en 1633 à Annet de Sauveboeuf. Ils vivent à Leybros avec leur fils Claude, et vendent Nozières en 1612, pour 48 400 livres à :

### Famille de Noailles
Henri de Noailles, seigneur de Pénières, bailli des Montagnes d'Auvergne. Il épouse en 1578 Jeanne-Germaine d'Espagne, qui lui donne trois enfants:
- Charles (1589-1648), évêque de Saint-Flour
- Marthe-Françoise, mariée à Jean de Gontaut, fils d'Armand de Gontaut, maire de Bordeaux, maréchal de France.
- François de Noailles, seigneur de Nozières et de Pénières, comte d'Ayen, bailli des Montagnes d'Auvergne. Il est le père d'Anne, 1er duc de Noailles.

### Famille Couderc
Au XIXe siècle, le château appartenait à M. Couderc.

## Visites
- Ne se visite pas.